# Wiktor Potocki
Wiktor Potocki herbu Pilawa (ur. w 1821, zm. 9 kwietnia 1848) – dziedzic wsi Słębowo.
Był synem Maksymiliana Potockiego z Będlewa i Józefy z Wyszyńskich.
W czasie powstania wielkopolskiego 1848 roku poległ w czasie tumultu, powstałego w wyniku brutalnego zachowania się Prusaków w Żninie. Wzięty za przywódcę zbrojnego tłumu został zastrzelony.